# Slavko Perović
Slavko Perović (in serbo Славко Перовић?; Kragujevac, 9 giugno 1989) è un ex calciatore serbo, di ruolo attaccante.

## Palmarès

### Club

#### Competizioni nazionali
- Campionato serbo: 1

Stella Rossa: 2006-2007
- Coppa di Serbia: 2

Stella Rossa: 2006-2007, 2009-2010